# Smack My Bitch Up
"Smack My Bitch Up" je pjesma britanskog elektro sastava The Prodigy, objavljena kao treći i posljednji singl s njihovog trećeg studijskog albuma The Fat of the Land. Smatra se kontroverznom zbog riječi i spota (ime pjesme na hrvatskom znači: "Udari moju kurvu").

## O pjesmi
Tokom cijele pjesme ponavljaju se stihovi "Change my pitch up / Smack my bitch up". Članovi sastava su se branili da je pjesma krivo interpretirana, te da ne potiče nasilje nad ženama. Na festivalu u Readingu 1998. došlo je do nesuglasica, kad ih je sastav Beastie Boys zamolio da ne odsviraju pjesmu.
Originalni vokali su iz pjesme "Give the Drummer Some" Ultramagnetic MCs-a, a originalni stihovi "Switch up change my pitch up / Smack my bitch up like a pimp" od repera Kool Keitha. Ženske vokale u pjesmi izvodi Shahin Badar. Također, sadrži i dijelove pjesama "Funky Man" Kool & the Ganga i "In Memory Of" Randyja Westona.
Spot za pjesmu je režirao Jonas Åkerlund. Sniman je iz prvog lica, a prikazuje noćni izlazak, sa scenama alkoholiziranja, šmrkanja kokaina, vandalizma, nasilja, golotinje i seksa. Na kraju spota, kad se nakon seksa sa striptizetom pogleda u ogledalo, vidi se da je protagonist zapravo bila žena.